# (7332) Ponrepo
(7332) Ponrepo est un astéroïde de la ceinture principale.

## Description
(7332) Ponrepo est un astéroïde de la ceinture principale. Il fut découvert le 4 décembre 1986 à l'Observatoire Kleť par Antonín Mrkos. Il présente une orbite caractérisée par un demi-grand axe de 2,22 UA, une excentricité de 0,07 et une inclinaison de 5,7° par rapport à l'écliptique.

## Compléments